# Рутковське-Малі
Рутковське-Малі (пол. Rutkowskie Małe) — село в Польщі, у гміні Ясвіли Монецького повіту Підляського воєводства. Населення — 34 особи (2011). Місто розташоване приблизно за 10 км на північний схід від Моньків і за 43 км на північний захід від регіонального центру Білостока.
У 1975-1998 роках село належало до Білостоцького воєводства.

## Демографія
Демографічна структура станом на 31 березня 2011 року:
|          | Загалом | Допрацездатний вік | Працездатний вік | Постпрацездатний вік |
| -------- | ------- | ------------------ | ---------------- | -------------------- |
| Чоловіки | 18      | 4                  | 12               | 2                    |
| Жінки    | 16      | 2                  | 9                | 5                    |
| Разом    | 34      | 6                  | 21               | 7                    |